# Argonaute (Q40)
Pour les autres navires du même nom, voir Argonaute (navire).
L’Argonaute est un sous-marin expérimental construit pour la marine nationale française au début du XXe siècle.

## Conception
La construction de l’Argonaute commence à Toulon le 26 janvier 1903, d'après des schémas de Louis-Émile Bertin et Emmanuel Petithomme. Construit avec les pièces du sous-marin Y (Q36), il est d'abord mis à flot le 28 novembre 1905 sous le nom d’Oméga. Il sert à de nombreuses expériences, avant d'être rebaptisé Argonaute et mis définitivement en service en décembre 1910.

## Carrière
Basé pendant toute sa carrière à Toulon, il fait plusieurs croisières en Méditerranée. En 1915, au sein de la division de l'Adriatique, il fait un voyage à Tarente avec la Cigogne (Q39). Il est ensuite affecté à l'école de navigation sous-marine en 1917. Il est rayé des listes de la flotte le 20 mai 1919.
Une première tentative de vente à M. Jean Jacquart a lieu en avril 1921, mais elle échoue. La transaction a finalement lieu en 1929, et l’Argonaute est alors démoli.

## Sources
- « Fiche de l'Argonaute », sur sous-marin.france.pagesperso-orange.fr
- « Les bâtiments ayant porté le nom d'Argonaute », sur netmarine.net